# 1939 chez Disney
Cet article présente la liste des évènements de la Walt Disney Productions ayant eu lieu en 1939.

## Événements

### Février
- 3 février 1939, Sortie du Mickey Mouse Mickey à l'exposition canine[1]
- 18 février 1939, Sortie du Mickey Mouse La Surprise-partie de Mickey[2]
- 24 février 1939, Sortie de la Silly Symphony Le Cochon pratique[3],[4]

### Mars
- 17 mars 1939, Sortie du Dingo Dingo et Wilbur[5]

### Avril
- 7 avril 1939, Sortie de la Silly Symphony Le Vilain Petit Canard, remake en couleur de la version de 1931[6],[7]

### Juillet
- 21 juillet 1939, Sortie du Mickey Mouse Chien d'arrêt[8]

### Septembre
- 1er septembre 1939, Sortie du Donald Duck Chasseur d'autographes[9]

### Octobre
- 31 octobre 1939 : Date fictive de l'action de l'attraction Tower of Terror à Disney's California Adventure et aux Walt Disney Studios[10]